# David Pizarro
David Marcelo Pizarro Cortés (* 11. září 1979) je bývalý chilský profesionální fotbalista, záložník, který hrál dlouhé roky v Itálii za kluby Udinese Calcio, Inter Milán, AS Řím a Fiorentina. Na několika turnajích reprezentoval chilský národní tým.

## Klubová kariéra
S fotbalem začínal v klubu Santiago Wanderers z hlavního města Chile. Od roku 1999 působil v italském Udinese Calcio. V roce 2001 zamířil hostovat zpět do Chile, do týmu Club Universidad de Chile. Po návratu se etabloval v základní sestavě Udinese. V ročníku 2004/05 hrál důležitou úlohu při získání čtvrté ligové pozice, která Udinese zajistila účast v předkole Ligy mistrů 2005/06. V létě 2005 podepsal smlouvu na 4 roky s Interem Milán, který jej vykoupil za 10 milionů eur, přičemž opačným směrem putoval makedonský útočník Goran Pandev. V Interu se neprosadil a po jedné sezóně přestoupil do římského AS, kde strávil následujících šest sezón.
Po příchodu Luise Enriqueho na post trenéra vypadl z římské sestavy. V závěru ledna 2012 odešel na půlroční hostování do anglického Manchesteru City, ve kterém nastoupil do 5 zápasů a přispěl tak k zisku titulu v Premier League. Ani nový trenér Římanů Zdeněk Zeman pro něj neměl využití, takže se Pizarro dohodl na dvouročním kontraktu s italskou Fiorentinou.

## Reprezentační kariéra
Pizarro v reprezentaci debutoval roku 1999. Roku 1999 se zúčastnil jihoamerického turnaje Copa América, které pořádala Paraguay. Chile se dostalo do semifinále turnaje, kde po penaltovém rozstřelu padlo s Uruguayí, Pizarro svou penaltu proměnil. Po prohře s Mexikem zůstalo Chilanům čtvrté místo.
O rok později si zahrál na Letních olympijských hrách v Sydney, kde Chile vybojovalo bronzovou medaili, jedinou medaili Chile na této Olympiádě. Na mistrovství světa v letech 2002 a 2006 se Chile postoupit nepodařilo, Pizarro následně ukončil reprezentační kariéru.